# Wera Jewgenjewna Duschewina
Wera Jewgenjewna Duschewina (russisch Вера Евгеньевна Душевина; * 6. Oktober 1986 in Moskau, Sowjetunion) ist eine ehemalige russische Tennisspielerin.

## Karriere
Wera Duschewina begann im Alter von sieben Jahren unter Anleitung ihres Vaters mit dem Tennisspielen. Seit 2003 ist sie Profispielerin.
2002 gewann sie in Wimbledon mit einem Finalsieg über Marija Scharapowa den Titel bei den Juniorinnen. 2005 erreichte sie in Eastbourne bei den International Women’s Open ihr erstes Finale auf der WTA Tour, das sie gegen Kim Clijsters verlor. Von 2004 bis 2011 rangierte sie unter den Top 100 der Einzelweltrangliste.
Duschewina gehörte auch zum russischen Fed-Cup-Team, das 2005 in Paris Frankreich im Finale mit 3:2 besiegte. Im selben Jahr stand sie beim Doppelwettbewerb in Wimbledon im Viertelfinale; mit Shahar Peer unterlag sie der Paarung Anna-Lena Grönefeld/Martina Navrátilová mit 6:7, 4:6. Es war ihr bestes Abschneiden bei einem Grand-Slam-Turnier.
Ihren ersten Doppeltitel auf der WTA Tour gewann sie 2007 in Warschau an der Seite von Tetjana Perebyjnis mit einem Endspielsieg über Jelena Lichowzewa und Jelena Wesnina. Im selben Jahr erreichte sie bei den Nordea Nordic Light Open in Stockholm ihr zweites Einzelfinale, das sie gegen Agnieszka Radwańska verlor.
2009 gewann Duschewina ihren einzigen Einzeltitel auf der WTA Tour, als sie im Endspiel von Istanbul Lucie Hradecká mit 6:0 und 6:1 eine deutliche Niederlage verpasste.
Bei ihrem Scheitern in der Qualifikation der Australian Open 2016 ist sie das letzte Mal im Einzel angetreten. Schon davor war sie fast nur noch in Doppel- und Mixed-Konkurrenzen angetreten.
Am 15. August 2017 beendete sie ihre Tennislaufbahn.

## Turniersiege

### Einzel
| Nr. | Datum          | Turnier   | Kategorie         | Belag     | Finalgegnerin  | Ergebnis  |
| --- | -------------- | --------- | ----------------- | --------- | -------------- | --------- |
| 1.  | Juli 2003      | Innsbruck | ITF $50.000       | Sand      | Melinda Czink  | 7:64, 6:2 |
| 2.  | 2. August 2009 | Istanbul  | WTA International | Hartplatz | Lucie Hradecká | 6:0, 6:1  |

### Doppel
| Nr. | Datum             | Turnier        | Kategorie         | Belag     | Partnerin           | Finalgegnerinnen                        | Ergebnis         |
| --- | ----------------- | -------------- | ----------------- | --------- | ------------------- | --------------------------------------- | ---------------- |
| 1.  | November 2001     | Minsk          | ITF $10.000       | Teppich   | Anna Bastrikova     | Darja Kustawa Tazzjana Uwarawa          | 7:5, 3:6, 6:0    |
| 2.  | September 2002    | Sofia          | ITF $25.000       | Sand      | Galina Woskobojewa  | Laura Dell’Angelo Nathalie Vierin       | 3:6, 6:4, 6:2    |
| 3.  | November 2002     | Minsk          | ITF $10.000       | Teppich   | Daria Chemarda      | Olga Putschkowa Tazzjana Uwarawa        | 6:1, 6:4         |
| 4.  | Mai 2003          | Cagnes-sur-Mer | ITF $75.000       | Sand      | Galina Woskobojewa  | Julija Bejhelsymer Hanna Saporoschanowa | 6:3, 6:4         |
| 5.  | 6. Mai 2007       | Warschau       | WTA Tier II       | Sand      | Tetjana Perebyjnis  | Jelena Lichowzewa Jelena Wesnina        | 7:5, 3:6, [10:2] |
| 6.  | 30. November 2012 | Dubai          | ITF $75.000       | Hartplatz | Maria Elena Camerin | Eva Hrdinová Karolína Plíšková          | 7:5, 6:3         |
| 7.  | 3. August 2013    | Washington     | WTA International | Hartplatz | Shūko Aoyama        | Eugenie Bouchard Taylor Townsend        | 6:3, 6:3         |